# Cérébrale Académie
Cérébrale Académie (やわらかあたま塾, Yawaraka Atamajuku, Big Brain Academy aux États-Unis) est un jeu vidéo de réflexion sorti sur Nintendo DS en 2005 au Japon et en 2006 dans le reste du monde. Une suite, Cérébrale Académie sur Wii, est sortie en 2007 sur la Wii.

## Système de jeu
Le principe de ce jeu est de proposer au joueur de découvrir la « taille » de son cerveau au moyen d'exercices classés dans cinq catégories :
- Logique, épreuves testant la logique ;
- Mémoire, épreuves testant la mémoire à moyen terme et eidétique ;
- Analyse, épreuves testant l'analyse ;
- Maths, épreuves testant les capacités de calcul mental ;
- Formes, épreuves testant la vue et votre analyse.

Dans le test, la difficulté va de 1* à 6*. Dans l'entraînement, la difficulté est de 0* à 3* pour le niveau 1, de 2* à 4* pour le niveau 2 et de 3* à 6* pour le niveau 3.